# Stand Up (Steve Morse Band)
Stand Up è il secondo album in studio del gruppo musicale statunitense Steve Morse Band, pubblicato nel 1985 dalla Elektra Records.

## Tracce
Musiche di Steve Morse.
1. Book of Dreams – 3:53
2. English Rancher – 3:49
3. Rocking Guitars – 5:04
4. Distant Star – 3:39
5. Pick Your Poison – 4:07
6. Stand Up – 3:56
7. Travels of Marco Polo – 3:22
8. Golden West – 4:06
9. Unity Gain – 4:01

## Formazione
- Steve Morse – chitarra
- Dave LaRue – basso
- Van Romaine – batteria